# Phaonia portschinskyi
Phaonia portschinskyi este o specie de muște din genul Phaonia, familia Muscidae. A fost descrisă pentru prima dată de Johann Andreas Schnabl în anul 1888. Conform Catalogue of Life specia Phaonia portschinskyi nu are subspecii cunoscute.